# 1 E17 s
- 1017 s 미만
- 36억 년 -- 지구에 최초의 생명인 박테리아가 출현하고 나서 흐른 시간.
- 37~39억 년 -- 달의 비의 바다의 나이.
- 44억 6830만 년 -- 우라늄-238의 반감기.
- 45억 6700만년 -- 태양계의 나이.
- 123억 6500만년 -- 태양의 전체 수명.
- 137억 5천만년 -- 빅뱅 이론에 따른 우주의 나이.
- 1018 s 이상